# Erdene járás (Góbi-Altaj)
Erdene járás (mongol nyelven: Эрдэнэ сум) Mongólia Góbi-Altaj tartományának egyik járása. Területe 25 200 km². Népessége kb. 2700 fő.
Székhelye Szangijn dalaj (Сангийн далай), mely 220 km-re délkeletre fekszik Altaj tartományi székhelytől.